# Matt Danowski

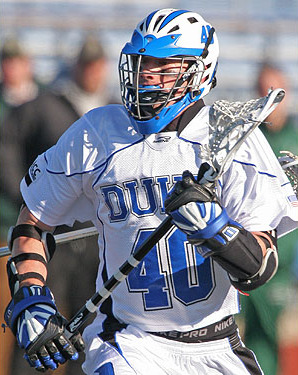
Matt Danowski

Matt Danowski (* 12. August 1985 in Farmingdale, NY) ist ein professioneller US-amerikanischer Lacrossespieler.
Danowski spielt im Lacrosseteam der Duke University im Angriff, nachdem er 4 Jahre College-Lacrosse spielte. 
Nach dem Vergewaltigungsskandal der Mannschaft, der auch in den deutschen Medien zu verfolgen war, wurde der langjährige Duke-Trainer Mike Pressler von Matt Danowskis Vater John abgelöst. Nach einer schlechten Saison 2006 schaffte es das Team jedoch wieder zu den Besten des Landes zu gehören, mit entscheidendem Beitrag von Danowski.
Danowski wurde 2007 für die Tewaaraton Trophy nominiert, wie auch für den Lt. Raymond Enners Award und dem Jack Turnbull Award.

## Auszeichnungen
- 2004: Atlantic Coast Conference Rookie of the Year (Einsteiger des Jahres)
- 2005: Atlantic Coast Conference Player of the Year (Spieler des Jahres)
- Dreimaliger USILA All-American

## Statistik
Duke University
| Saison    | Spiele | T   | A   | Punkte | GB  |  |
| --------- | ------ | --- | --- | ------ | --- |  |
| 2004      | 13     | 23  | 19  | 42     | 24  |  |
| 2005      | 20     | 50  | 42  | 92     | 38  |  |
| 2006      | 8      | 12  | 14  | 26     | 23  |  |
| 2007      | 20     | 44  | 52  | 96     | 75  |  |
| Insgesamt | 61     | 129 | 127 | 256    | 160 |  |